# 山口県道283号青海島線
山口県道283号青海島線（やまぐちけんどう283ごう おうみじません）は、山口県長門市を通る一般県道である。

## 概要
長門市仙崎から長門市通（かよい）に至る。名前の通り、青海島の島内を縦走する路線である。本土側からおおむね青海島の南東岸に沿うように路線が設定されており、青海島東端の長門市通で終点となる。
1965年（昭和40年）に青海島と本土を結ぶ青海大橋（全長260 m）が完成し、本土と陸続きになった。

### 路線データ
- 起点：長門市仙崎（青海大橋南詰、山口県道56号仙崎港線起点）
- 終点：長門市通

## 路線状況
途中の静ヶ浦で車を駐車場（有料）に置いて北岸部の観光をすることもできる（北岸部には島の西半分に林道があるのみ）。
急勾配や急カーブはあるが、道路状況はほぼ良好。

### 道路施設

#### 橋梁
- 青海大橋（長門市）

## 地理

### 通過する自治体
- 長門市

### 交差する道路
| 交差する道路         | 交差する場所 | 交差する場所 |
| -------------------- | ------------ | ------------ |
| 山口県道56号仙崎港線 | 仙崎         | 起点         |

### 沿線
- 仙崎港
- 青海島高山オートキャンプ場
- 青海島キャンプ場
- 夏みかん原樹
- 海上レストラン紫津浦 - ブリの養殖場の一角に浮島構造で作られたレストラン。仙崎漁業協同組合（現・山口県漁業協同組合仙崎支店）が運営していたが、養殖場の閉鎖後、閉館している。
- 青海島海水浴場
- 向岸寺 - 鯨の解体をした時に取り出された鯨の胎児を葬った墓（鯨墓）がある。
- くじら資料館

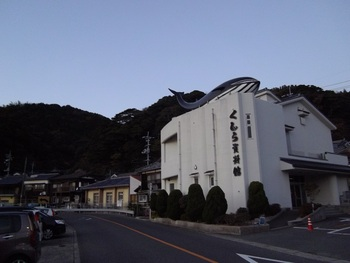
クジラ資料館、漁港、道路側より
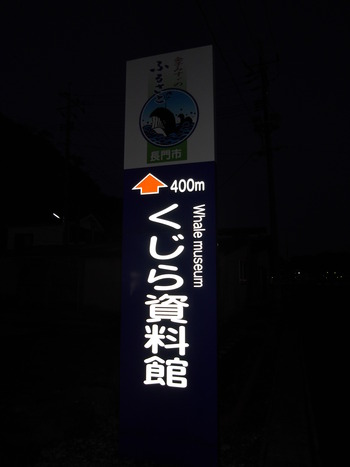
くじら資料館